# American Motors Corporation
American Motors Corporation a fost un producător de automobile din Statele Unite format din fuziunea între Nash-Kelvinator Corporation și Hudson Motor Car Company la 1 mai 1954. La acea vreme, era cea mai mare fuziune corporativă din istoria SUA. Concurenții cei mai similari ai American Motors au fost acei producători de automobile care dețineau vânzări anuale similare, cum ar fi Studebaker, Packard, Kaiser și Willys-Overland. Cei mai mari concurenți ai American Motors au fost Trei Mari - Ford, General Motors și Chrysler. Linia de producție American Motors a inclus mașini mici: Rambler American, care a început ca Nash Rambler în 1950, Hornet, Gremlin și Pacer; mașini intermediare și de dimensiuni complete, inclusiv Ambasador, Rebel și Matador; mașini musculare, inclusiv Marlin, AMX și Javelin; și variantele timpurii cu tracțiune integrală ale Eagle, primul crossover adevărat de pe piața SUA.
În 1969 AMC a cumpărat falimentul Studebaker-Packard Corporation, care până atunci era o companie competitivă. În 1986, Chrysler plănuia să cumpere AMC și, în cele din urmă, și-a îndeplinit planurile în 1988. În prezent, toți producătorii mici au fuzionat în Chrysler și acum fac parte din Stellantis. Kaiser și Willys-Overland au fost cumpărate de AMC și redenumite în Jeep. Compania a cumpărat, de asemenea, o participație de 30% la Renault în 1979. Compania a creat, de asemenea, marca Eagle mai mică în 1985, dar a întrerupt-o în 1988, deoarece au fost fuzionate cu Chrysler.

## Modele
- 1955–1962: Metropolitan
- 1970–1978: AMC Gremlin
- 1979–1983: AMC Spirit
- 1981–1983: AMC Eagle (SX/4 și Kammback)
- 1983–1987: Renault Alliance bazat pe Renault 9.
- 1984–1987: Renault Encore – bazat pe
- 1987: Renault GTA
- 1955–1956: Nash Rambler/Hudson Rambler
- 1957: Rambler Six/Rambler Rebel
- 1958–1969: Rambler American/AMC Rambler
- 1968–1970: AMC AMX
- 1968–1974: AMC Javelin
- 1970–1977: AMC Hornet
- 1975–1980: AMC Pacer
- 1978–1983: AMC Concord
- 1980–1988: AMC Eagle
- 1958–1960: Rambler Six/Rambler Rebel
- 1961–1966: Rambler Classic
- 1958–1964: Rambler Ambassador
- 1965–1966: Rambler/AMC Marlin
- 1967–1970: Rambler/AMC Rebel
- 1971–1973: AMC Matador
- 1955–1956: Hudson Wasp
- 1955–1956: Nash Statesman
- 1955–1957: Hudson Hornet
- 1955–1957: Nash Ambassador
- 1965–1974: Rambler/AMC Ambassador
- 1967: AMC Marlin
- 1974–1978: AMC Matador (sedan și wagon)
- 1988–1992: Eagle Premier
- 1962-1975: Studebaker Champ
- 1927-1975: Studebaker Commander
- 1962-1989: Jeep Gladiator
- 1962-1991: Jeep Wagoneer (SJ)